# Super Robot Monkey Team Hyperforce Go!
Super Robot Monkey Team Hyperforce Go! (2004–2006) – amerykański serial animowany.

## Opis fabuły
Serial opowiada o losach chłopca imieniem Chiro, który na przedmieściach miasta Shuggazoom natknął się na porzuconego Super Robota. Pod pretekstem poszukiwania przydatnych części wszedł do środka i posiadł starożytną Moc Naczelnych. Pociągając za dźwignię wewnątrz robota ożywił pięć Robo-Małp o nadzwyczajnych mocach i inteligencji. Razem chronią ukochane miasto – Shuggazoom – przed ich największym wrogiem, którym jest Król Szkielet.
Na początku trzeciej serii Sparks i Gibson rywalizowali o to, kto ma pozostać szefem drużyny, gdy Antauri opuścił to miejsce, zostając srebrną małpą. Postanowiono, że to on zadecyduje o tym, kto będzie pełnił obowiązki dowódcy, jeśli Chiro i Antauri nie będą w stanie tego czynić: ten niespodziewanie wybiera Novę.

## Bohaterowie
- Chiro – główny bohater serialu. Po pociągnięciu dźwigni posiadł moc naczelnych. Tylko on zna język Robo-Małp. Jego atakami są: świetlny kop, grzmiąca pięść, błyskawice Chiro, mega małpi krzyk i moc naczelnych.
- Antauri – czarna (w późniejszych odcinkach srebrna) Robo-Małpa pełniąca w drużynie rolę mędrca i przewodnika. Jest spokojną i bardzo mądrą Robo-Małpą. Jego moce to mega małpi krzyk, przenikanie, medytacja, szpony zniszczenia i moc naczelnych oraz jego nowym ciosem jest mega małpia łapa.
- Sprx77 (Sparks) – czerwona Robo-Małpa, bardzo kochliwy typ Robo-Małpy zakochany w Novie i Aurorze 6. Jego moce to np. mega magnetyczna kula obronna, raczej jego moce kojarzą się na pewno z bólem.
- Gibson – niebieska Robo-Małpa, która jest typem naukowca. Posiada ręce-świdry. Jego ulubiony atak to „świdrowy odkurzacz”. Jego nowy atak to „wirujący oszałamiacz” w jego znaczeniu: moc zatrzymujących energię strzał. Ponad wszystko ceni sobie logikę i nie wierzy w taką moc jak magia. Pilotuje Rakietową Pięść 4. Jego prawdziwe imię to Mr. Hal Gibson, umie on wywiercić np. dziurę w Przeciwniku.
- Nova – żółta Robo-Małpa, jej ataki to kłująca obręcz spóźniony kaset lub pięści mocy. Kochliwy i uczuciowy typ Robo-Małpy, zakochana w Sparksie i mężnym Kocie z Caturii (brat Nikity). Bardzo nie lubi zimna.
- Otto – zielona Robo-Małpa, spełniająca rolę mechanika. Ma ręce-piły, a jego ulubionym atakiem są „piły energii”. Jego nowy atak to „pionowe cięcie rydwanu”. Jego pojazdem jest Miażdżąca Stopa 5. Jest nadzwyczaj utalentowany i potrafi wszystko naprawić i szybko poznaje nowych przyjaciół oraz występował raz w cyrku.

### Słoneczni Jeźdźcy
Są bohaterami bardzo lubianego przez Chiro programu telewizyjnego. Pojawiają się w tylko w kilku odcinkach: raz jako ludzie Króla Szkieleta, później we śnie Chiro i ostatecznie jako sprzymierzeńcy drużyny Robo-Małp. Słoneczni Jeźdźcy posiadają też wspólny atak o nazwie „Super Słoneczne Uderzenie”. Mają również własnego robota, Nebutrona 7, który później został wzbogacony o wiertło i nazwany Nebutron 8. W ich skład wchodzą:
- Johnny Sunspot – młody geniusz, wymyśla gadżety dla Jeźdźców. Jego rękawice tworzą czarne dziury, a najpotężniejszym atakiem do jego dyspozycji jest „uderzenie czarnej dziury”. Sprzymierzony z Królem Szkieletem o mało nie traci życia po namowie przez Chiro, aby zbliżył do siebie swoje rękawice. Potem pomagają w pokonaniu zła.
- Super Kwazer – przywódca Jeźdźców Słońca. Jego najlepszą bronią jest „gorące uderzenie słonecznego kasku/blasku”.
- Aurora Sześć – jedyna kobieta w składzie. Jej najmocniejszy atak to „Słoneczny ogłuszający atak”, wyzwalany przez blaster (laserowa broń palna).

### Inni
- Jin May – robot/dziewczynka, którą Chiro bardzo lubi. Kiedyś była sterowana i uległa Sokko, później stała się samodzielna i przyłączyła się do Chiro i Robo-Małp. W odcinku Dzikie ziemie, cz. 2, gdy Robo-Małpy wyruszyły w kosmos, aby ścigać Potomka Ciemności, stała się na ten czas obrończynią Shuggazoom.
- Nikita – kotka, która miała swoją rodzinę na planecie Caturia (ang. Cat – kot). Chiro i Robo-Małpy pomagają w obronie jej planety przed ogromnymi modliszkami – Mantidotami.
- Suppa – żaboid, który tak jak Gibson, jest naukowcem swojej drużyny, analogicznej do drużyny Chira, która nie pojawiła się w innych odcinkach. Połączony losem z Gibsonem, gdy obaj odłączają się na nieprzyjazną, dziką planetę.
- Alyana – dziewczyna, która pomogła Robo-Małpom i Chiro pokonać komandora. Gdy zniszczyli komandora, Alyana postanowiła wraz z innymi ludźmi, którzy przeżyli atak komandora, odbudować swoją planetę.
- Kapitan Shuggazoom – kiedyś wielki bohater miasta Shuggazoom, obecnie zestarzały bohater. Przyjaźnił się z Alchemikiem. Kapitan Shuggazoom dał mu srebrną Robo-Małpę do budowy, by ta Robo-Małpa pomagała Kapitanowi Shuggazoom. Obecnie srebrną Robo-Małpą stał się Antauri, który wcześniej był czarną Robo-Małpą.
- Cosik – mały i przyjazny stworek, który jednak przeobraża się w bestię w chwilach strachu. Król Szkielet zainfekował go wirusem i pozostawił na Strażniku 7 (księżycu Shuggazoom), skąd drużyna Robo-Małp wzięła go na pokład. Zakażeniu ulegają Super Robot i Gibson, reszta Małp zostaje wcześniej uodporniona dzięki liźnięciu Cosika.
- Robo-Małpoludy – wielkie Robo-Małpy, w zasadzie Robo-Goryle, które pomogły Robo-Małpom i Chiro pokonać Lorda Tic-Taca.
- Jin May jako super-robot – jest to Jin May o zmienionym wyglądzie i wzroście super-robota. Za pierwszym razem przez Sokko jest zła, za drugim jest dobra, ale przez większość odcinka nie ma głowy.

## Czarne charaktery
- Król Szkielet – główny antagonista serialu, chce za wszelką cenę zniszczyć miasto Shuggazoom. To on stworzył Robo-Małpy (gdy był jeszcze człowiekiem). Jest bardzo niebezpieczny i złowieszczy. W jednym z odcinków I serii walczył z Chiro i prawie go pokonał. Jego broń to magia i kościana laska. Na końcu II serii jego dusza została w uwolnionym Potomku Ciemności. Na końcu IV serii wskrzesza go Valina, a on w ramach rewanżu ją niszczy.
- Potomek Ciemności/Robal Króla Szkieleta – tak naprawdę był on władcą Króla Szkieleta. Jeden z potomków ciemności (najprawdopodobniej jeden z silniejszych). Jak sama nazwa wskazuje, ma postać ogromnego robala. Był kryty w Kopalni Zagłady. Jego głównym celem jest sianie chaosu i zniszczenia. Przez jakiś czas był połączony z głową Króla Szkieleta. Został ostatecznie zniszczony przez Robo-Małpy.

### Słudzy Króla Szkieleta
- Droid-Szkielet – sługa Króla Szkieleta. Dawniej nosił imię Potwór Telewizyjny lub w skrócie Potwór TV. Po wchłonięciu technologii BVX55, super komputera, pozyskał nowe uzbrojenie i zdolności. Wielokrotnie walczył z Robo-Małpami, chcąc je zniszczyć za wszelką cenę. Ma prawie niezniszczalny pancerz.
- Mandaryn – pomarańczowa i zła Robo-Małpa. Występuje on w kilku epizodach, więc nie wiadomo o nim zbyt wiele. Wiadomo tylko, że kiedyś był dobry i przewodził wtedy grupie, był zarazem nauczycielem pozostałych małp oraz najsilniejszą Robo-Małpą. Ma świetlny miecz, a kiedyś miał też świetlną tarczę. Na końcu I serii został zmutowany, a na początku II serii został on zastąpiony przez swojego klona. Teraz siedzi w Potomku Ciemności, ale wrócił na końcu III serii.
- Klon Mandaryna – został stworzony jako ulepszony i nowy Mandaryn, pojawił się on w trakcie uwięzienia prawdziwego Mandaryna, obecnie klon prawdziwego Mandaryna ma być sługą dla Króla Szkieleta i wrogiem dla Robo-Małp. Jego broń to niebieski laser i niebieska ochronka w formie płaskiej kuli.
- Lord Tic-Tac – kiedyś człowiek z mechaniczną nogą, później zmienił wszystkie części ciała na mechaniczne. Kolekcjonuje wszystko co się da. Później połączył siły z Królem Szkieletem, aby zniszczyć Robo-Małpy. Nie wiadomo o nim zbyt wiele, bo widziano go tylko w trzech odcinkach.
- Valina – wiedźma strzegąca świątyni w dżungli Króla Szkieleta, przy której miał wrócić Król Szkielet i Potomek Ciemności. Została pokonana przez Robo-Małpy i Chiro. Wraca w odcinku 43, a potem dąży do ożywienia Króla Szkieleta (możliwe jest, że była w nim zakochana).
- Windziarz – potwór poziomu drugiego będący pół-człowiekiem, pół-windą, mający na swoim ciele przyciski. Uprowadzał mieszkańców Shuggazoom z miasta do Kopalni Zagłady, by kopali szyb, który miał ułatwić Królowi Szkieletowi zbudzenie Potomka Ciemności.
- Władca Xan – król planety Mistyków Veronu, dostawszy się pod wpływ Króla Szkieleta stał się zły. Został pokonany przez Chiro i Robo-Małpy.

### Poddani Króla Szkieleta
- Szkieletowcy – kościotrupy – słudzy Króla Szkieleta. Czasami poruszają się na motocyklach.
- Szkieletostrażnicy – człekokształtni strażnicy pilnujący dżungli w strefie straconych lat. Pojawili się w odcinkach Dzikie ziemie.
- Szkieletosmok – kościany smok, na którym przemieszczał się Król Szkielet. Nie ma przednich łap. Pojawiał się w odcinku Król Szkielet i Powrót Słonecznych Jeźdźców.
- Szkieletodaktyle – kościane pterodaktyle. Pojawiły się w odcinku Dzikie ziemie, cz. 1.
- Szkieletozaur – kościany dinozaur. Pojawił się w odcinku Dzikie ziemie, cz. 1. Został zniszczony przez Chiro.
- Szkieletopająk – kościany pająk. Pojawił się w odcinku Dzikie ziemie, cz. 1.
- Szkeletonietoperze – szkieletowe nietoperze. Pojawiły się pod ziemią.
- Wielki szkieletogryzoń – wygląda jak chomik, ma wielkie łapy wyrastające z szyi.

### Inni
- Morlan – sługa Króla Szkieleta tylko przez chwilę, ponieważ król Szkielet wchłonął jego magię do swojej broni. Jednak w czwartej serii wrócił, ale został pokonany przez Robo-Małpy, Chiro i Jin May. Znana forma Morlana to Lodowy Olbrzym.
- Skurk – władca planety Saturix 7, który został złapany w pułapkę Robo-Małp i Chiro.
- Wigglenog – najpotężniejszy z Nogów spełniający trzy życzenia. Uwięziony w kosmicznej klatce, a uwolniony przez pomyłkę przez Sparksa dzięki zakazanemu życzeniu. Dzięki Otto i jego prośbie o odwrócenie biegu wydarzeń, Wigglenog zostaje ponownie uwięziony.
- Sokko – mini-małpka naprawdę niebędąca nawet małpką, kiedyś sterowała Jin May.
- Lug – chłopak przemieniony w złego olbrzyma, dzięki Chiro znów stał się normalny.
- Krabolot – zmutowane z trzech różnych gatunków stworzenie. W skład wchodzą: krab, roślina, nietoperz. Pomógł Królowi Szkieletowi dowiedzieć się co stanowi o „niezwykłości” Chiro.
- Gyrus Krinkle – wielki fan drużyny Robo-Małp, koniecznie chce się do niej dostać – zna nawet ich tajny okrzyk. Gdy Chiro odmawia przyjęcia do drużyny, Krinkle postanawia pozbyć się Chiro i zająć jego miejsce. Po jego pokonaniu został oddany do więzienia o zaostrzonych rygorach na planecie Strażnik 7, gdzie doszło do incydentu w 3 odcinku IV serii. Tam stworzył maszynę, do której przeniósł Chiro i Robo-Małpy do własnego świata Kinklezoom, lecz po wydostaniu się drużyny z myśli Krinkle’a, on został wchłonięty do własnej maszyny.
- Kustosz – zły właściciel muzeum w Shugazoom.
- Morris – mutant, który wygląda jak umięśnione oko i jest wrogiem Komandora.
- Komandor – zły porucznik w galaktyce.
- Pattrolboty – roboty służące złemu Komandorowi w IV serii.
- Potomkowie ciemności – często zwane demonami (choć to nie do końca prawda – demon ma inną genezę powstania, z założenia demon jest to zły duch) istoty zrodzone z czystego zła. Tak jak samo zło przyjmują różne postacie. Żyją w tzw. Krainie umarłych, w której nie może przeżyć nic z wyjątkiem ich samych oraz maszyn i półmaszyn (np. Robo-Małp). Głównym celem istnienia tych stworzeń jest sianie chaosu i zniszczenia.

## Robo-Małpy i Chiro jako potwory
- Latające Oko Króla Szkieleta hipnotyzowało Robo-Małpy i mieszkańców Shugazoom w zombie-niewolników.
- Gibson zarażony wirusem Króla Szkieleta stał się Robo-Małpo-Potworem.
- Otto stał się Robo-Małpoludem, ponieważ został zahipnotyzowany przez Lorda Tic-Taca.
- Chiro stał się Tekroidem A88.
- Sparks pod wpływem Ognia Nienawiści przeszedł na stronę Mandaryna i Valiny.
- Chiro stał się duchem w 4 odcinku IV serii, wtedy też okazuje się, że Valina żyje i próbuje wskrzesić Króla Szkieleta.

## Planety
- Shuggazoom – bliżej nieokreślona metropolia, której strzeże Chiro wraz ze swoją drużyną cierpiące ze względu na nieustanne ataki na nie samo lub na drużynę Robo-Małp.
- Planetoida Q – latająca planeta, nad którą zapanował Król Szkielet, a wyzwolona przez Chiro. Po tym wydarzeniu planeta ma kształt Robo-Małpy (w ramach podziękowania za wyzwolenie).
- Saturix 7 – miejsce znalezienia Cosika.
- Twierdza Kości – statek Króla Szkieleta, jest zbudowana z kości.
- Planeta szkeletów – planeta została budowana przez szkelety.

## Przeobrażenia
- Antauri – zmiana z czarnej Robo-Małpy w srebrną.
- Mandaryn – zmiana z Robo-Małpy w małpę bez mechanicznych części (obandażowaną), później zmiana w umięśnionego androida z wyrzutnią rakiet, następnie zostaje połączony z mazią Króla Szkieleta i zostaje zastąpiony klonem, na końcu prawie cały w mazi; jedno oko wydłubane, drugie bardzo małe.
- Potwór TV – najpierw czarny, całkowicie podwładny Królowi Szkieletowi, później po połączeniu z super-komputerem ma biały kolor i jeden cel – zniszczyć Robo-Małpy.
- Król Szkielet – najpierw czaszka, peleryna i prześwitujące wnętrzności, później sama głowa przyłączona do robala, a na końcu czaszka, peleryna i berło (ożywiła go Valina).

## Wersja polska
Opracowanie i udźwiękowienie wersji polskiej: na zlecenie Jetix – Studio Eurocom

Reżyseria: Dorota Prus-Małecka

Dialogi:
- Jakub Górnicki,
- Aleksandra Rojewska,
- Berenika Wyrobek

Dźwięk i montaż:
- Krzysztof Podolski,
- Jacek Gładkowski

Kierownictwo produkcji: Marzena Omen-Wiśniewska

Udział wzięli:
- Brygida Turowska – Chiro
- Katarzyna Łaska – Nova
- Mieczysław Morański – Sparks
- Janusz Wituch – Otto
- Jarosław Boberek – Gibson
- Zbigniew Konopka – Antauri
- Stefan Knothe – Król Szkielet
- Magdalena Krylik – Valina
- Krystyna Kozanecka –
  - Jin May,
  - Nikita
- Paweł Szczesny – Glenny
- Ryszard Olesiński – Mandaryn
- Cezary Kwieciński –
  - Lord Tic-Tac,
  - Mandaryn (IV seria),
  - Prometeusz 5
- Jarosław Domin – Gyrus Krinkle
- Wojciech Machnicki – Proteus
- Robert Tondera – Kapitan Shuggazoom
- Anna Apostolakis
- Krzysztof Zakrzewski
- Anna Wiśniewska
- Dorota Kawęcka

i inni
Tekst piosenki: Andrzej Gmitrzuk

Śpiewały: Katarzyna Łaska i Magdalena Tul

Kierownictwo muzyczne: Piotr Gogol

## Odcinki
- Serial był emitowany w Polsce na kanale Jetix.
- Premiery w Polsce:
  - I (odcinki 1-13) i II seria (odcinki 14-26) – 5 grudnia 2005 roku,
  - III seria (odcinki 27-39) – 11 marca 2006 roku,
  - IV seria (odcinki 40-52) – 4 września 2006 roku.
- Od 21 lutego 2007 roku serial był emitowany na kanale TV4 – I i II seria (odcinki 1-26).

### Spis odcinków
| Premiera odcinka | N/o | Polski tytuł                          | Angielski tytuł                |
| ---------------- | --- | ------------------------------------- | ------------------------------ |
|                  |     |                                       |                                |
| SERIA PIERWSZA   |     |                                       |                                |
|                  |     |                                       |                                |
| 05.12.2005       | 01  | Dziewczyna Chiro                      | Chiro’s Girl                   |
|                  |     |                                       |                                |
| 05.12.2005       | 02  | Głębia strachu                        | Depths Of Fear                 |
|                  |     |                                       |                                |
| 06.12.2005       | 03  | Planetoida Q                          | Planetoid Q                    |
|                  |     |                                       |                                |
| 07.12.2005       | 04  | Magnetyczne zagrożenie                | Magnetic Menace                |
|                  |     |                                       |                                |
| 08.12.2005       | 05  | Kopalnia zagłady                      | Pit Of Doom                    |
|                  |     |                                       |                                |
| 09.12.2005       | 06  | Jeźdźcy Słońca                        | The Sun Riders                 |
|                  |     |                                       |                                |
| 12.12.2005       | 07  | Sekret szóstej Robo-Małpy             | The Secret Of The Sixth Monkey |
|                  |     |                                       |                                |
| 13.12.2005       | 08  | Władcy Saturix 7                      | The Lords Of Soturix 7         |
|                  |     |                                       |                                |
| 14.12.2005       | 09  | Krabolot                              | Flytor                         |
|                  |     |                                       |                                |
| 15.12.2005       | 10  | Cosik                                 | Thingy                         |
|                  |     |                                       |                                |
| 16.12.2005       | 11  | Zmałpowany świat                      | Ape New World                  |
|                  |     |                                       |                                |
| 20.12.2005       | 12  | Ukryta forteca                        | Hidden Fortress                |
|                  |     |                                       |                                |
| 20.12.2005       | 13  | Król Szkielet                         | Skeleton King                  |
|                  |     |                                       |                                |
| SERIA DRUGA      |     |                                       |                                |
|                  |     |                                       |                                |
| 19.12.2005       | 14  | Człowiek zwany Krinkle                | A Man Called Krinkle           |
|                  |     |                                       |                                |
| 22.12.2005       | 15  | Błotnisty cyrk                        | Circus Of Ooze                 |
|                  |     |                                       |                                |
| 23.12.2005       | 16  | W uścisku zła                         | In The Grip Of Evil            |
|                  |     |                                       |                                |
| 26.12.2005       | 17  | Kraina olbrzymów                      | World Of Giants                |
|                  |     |                                       |                                |
| 27.12.2005       | 18  | Powrót Słonecznych Jeźdźców           | The Sun Riders Return          |
|                  |     |                                       |                                |
| 28.12.2005       | 19  | Klony                                 | Versus Chiro                   |
|                  |     |                                       |                                |
| 29.12.2005       | 20  | Cień nad Shuggazoom                   | Shadow Over Shuggazoom         |
|                  |     |                                       |                                |
| 30.12.2005       | 21  | Cudowny świat mięsa                   | Wonder Fun Meat World          |
|                  |     |                                       |                                |
| 02.01.2006       | 22  | Polowanie na twierdzę Króla Szkieleta | Hunt For The Citadel Of Bone   |
|                  |     |                                       |                                |
| 03.01.2006       | 23  | Zasypani śniegiem                     | Snowbound                      |
|                  |     |                                       |                                |
| 04.01.2006       | 24  | Groźba Króla Szkieleta                | Skeleton King Threat           |
|                  |     |                                       |                                |
| 05.01.2006       | 25  | Władcy Antauriego                     | Antauri’s Masters              |
|                  |     |                                       |                                |
| 06.01.2006       | 26  | Ja, Chiro                             | I, Chiro                       |
|                  |     |                                       |                                |
| SERIA TRZECIA    |     |                                       |                                |
|                  |     |                                       |                                |
| 11.03.2006       | 27  | Dzikie ziemie                         | The Savage Lands               |
| 12.03.2006       | 28  | Dzikie ziemie                         | The Savage Lands               |
|                  |     |                                       |                                |
| 18.03.2006       | 29  | Dusza maszyny                         | A Ghost In The Machinder       |
|                  |     |                                       |                                |
| 19.03.2006       | 30  | Sezon Czachy                          | Seasons Of The Skull           |
|                  |     |                                       |                                |
| 25.03.2006       | 31  | Planeta Kotów                         | The Stranded Seven             |
|                  |     |                                       |                                |
| 26.03.2006       | 32  | Kłopotliwe dziewczyny                 | Girl Trouble                   |
|                  |     |                                       |                                |
| 01.04.2006       | 33  | Bracia broni                          | Brothers In Arms               |
|                  |     |                                       |                                |
| 02.04.2006       | 34  | Klub walk potworów                    | Monster Battle Club Now!       |
|                  |     |                                       |                                |
| 08.04.2006       | 35  | Poznajcie Wigglenoga                  | Meet The Wigglenog             |
|                  |     |                                       |                                |
| 09.04.2006       | 36  | Wielki Lug                            | Big Lug                        |
|                  |     |                                       |                                |
| 15.04.2006       | 37  | Prototyp                              | Prototype                      |
|                  |     |                                       |                                |
| 16.04.2006       | 38  | Tunel                                 | Wormhole                       |
|                  |     |                                       |                                |
| 22.04.2006       | 39  | Brzuch bestii                         | Belly Of The Beast             |
|                  |     |                                       |                                |
| SERIA CZWARTA    |     |                                       |                                |
|                  |     |                                       |                                |
| 04.09.2006       | 40  | Galaktyczna eksplozja: Kosmiczny atak | Galactic Smash: Space Attack   |
|                  |     |                                       |                                |
| 05.09.2006       | 41  | Galaktyczna eksplozja: Koniec gry     | Galactic Smash: Game Over      |
|                  |     |                                       |                                |
| 06.09.2006       | 42  | Incydent na Planecie Strażnik 7       | Incident On Ranger 7           |
|                  |     |                                       |                                |
| 07.09.2006       | 43  | Duchy Shuggazoom                      | Ghosts Of Shuggazoom           |
|                  |     |                                       |                                |
| 08.09.2006       | 44  | Złe czasy                             | Evil Ages                      |
|                  |     |                                       |                                |
| 11.09.2006       | 45  | Inwazja robaków Vreen                 | Invasion Of The Vreen          |
|                  |     |                                       |                                |
| 12.09.2006       | 46  | Noc strachów                          | Night Of Fear                  |
|                  |     |                                       |                                |
| 13.09.2006       | 47  | Demon z głębin                        | Demon On The Deep              |
|                  |     |                                       |                                |
| 14.09.2006       | 48  | Sekretne stowarzyszenie               | Secret Society                 |
|                  |     |                                       |                                |
| 15.09.2006       | 49  | Złoty wiek                            | Golden Age                     |
|                  |     |                                       |                                |
| 18.09.2006       | 50  | Dzika Piątka                          | The Hills Have Five            |
|                  |     |                                       |                                |
| 19.09.2006       | 51  | Obiekt nienawiści                     | Object Of Hate                 |
|                  |     |                                       |                                |
| 20.09.2006       | 52  | Głębia zła                            | Soul Of Evil                   |
|                  |     |                                       |                                |